# Gunthildis

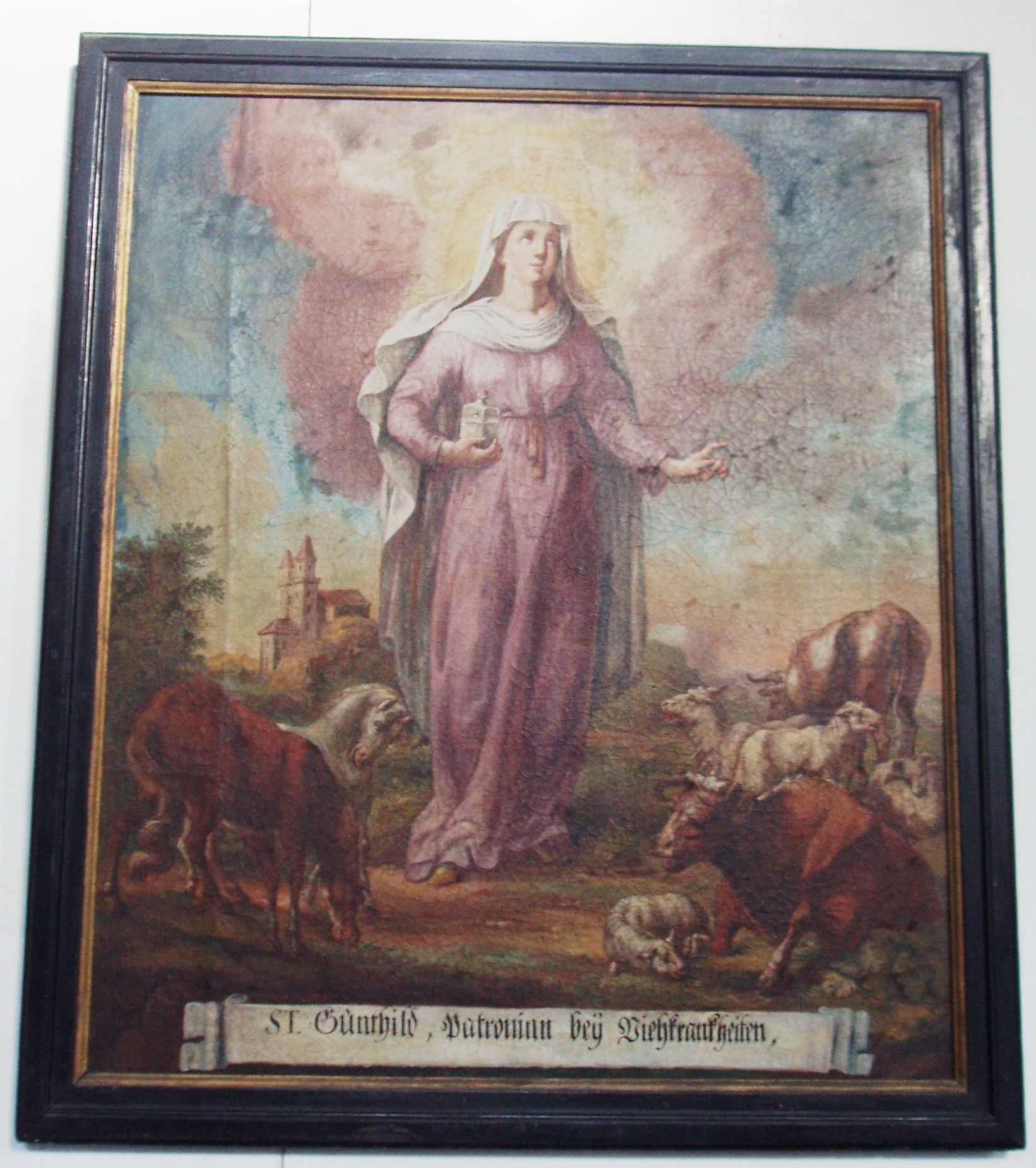
Die hl. Gunthild, Ölgemälde in der Kirche von Böhmfeld im Landkreis Eichstätt

Gunthildis von Suffersheim, kurz Gunthild, war der Überlieferung nach eine mildtätige Magd, die in der katholischen Kirche als Heilige verehrt wird.

## Leben
Historisch Gesichertes über ihr Leben ist nicht überliefert. Der Name kommt aus dem Althochdeutschen und bedeutet „die kämpferische Kämpferin“. Sie soll eine fromme Dienstmagd gewesen sein, die sich durch besondere Mildtätigkeit auszeichnete. Um 1057 ist sie in Suffersheim bei Treuchtlingen in Bayern gestorben; jedenfalls gilt aufgrund einer Niederschrift des Abtes Dominikus von Plankstetten aus dem Jahre 1651 die – nicht mehr vorhandene – Grablege mit ihren Gebeinen in Suffersheim als historisch. Westlich von Suffersheim gab es im Mittelalter eine Wallfahrtskapelle zur hl. Gunthild, die 1398 erstmals schriftlich bezeugt ist und in der Reformationszeit untergegangen ist. Heute steht neben den 1957 freigelegten Fundamenten dieser Kapelle eine neue, 1993 bis 1995 erbaute ökumenische Gunthildis-Kapelle.
Nach einer anderen Überlieferung soll Gunthildis im Gefolge des hl. Willibald im 8. Jahrhundert aus Südengland nach Germanien gekommen sein.

## Legenden

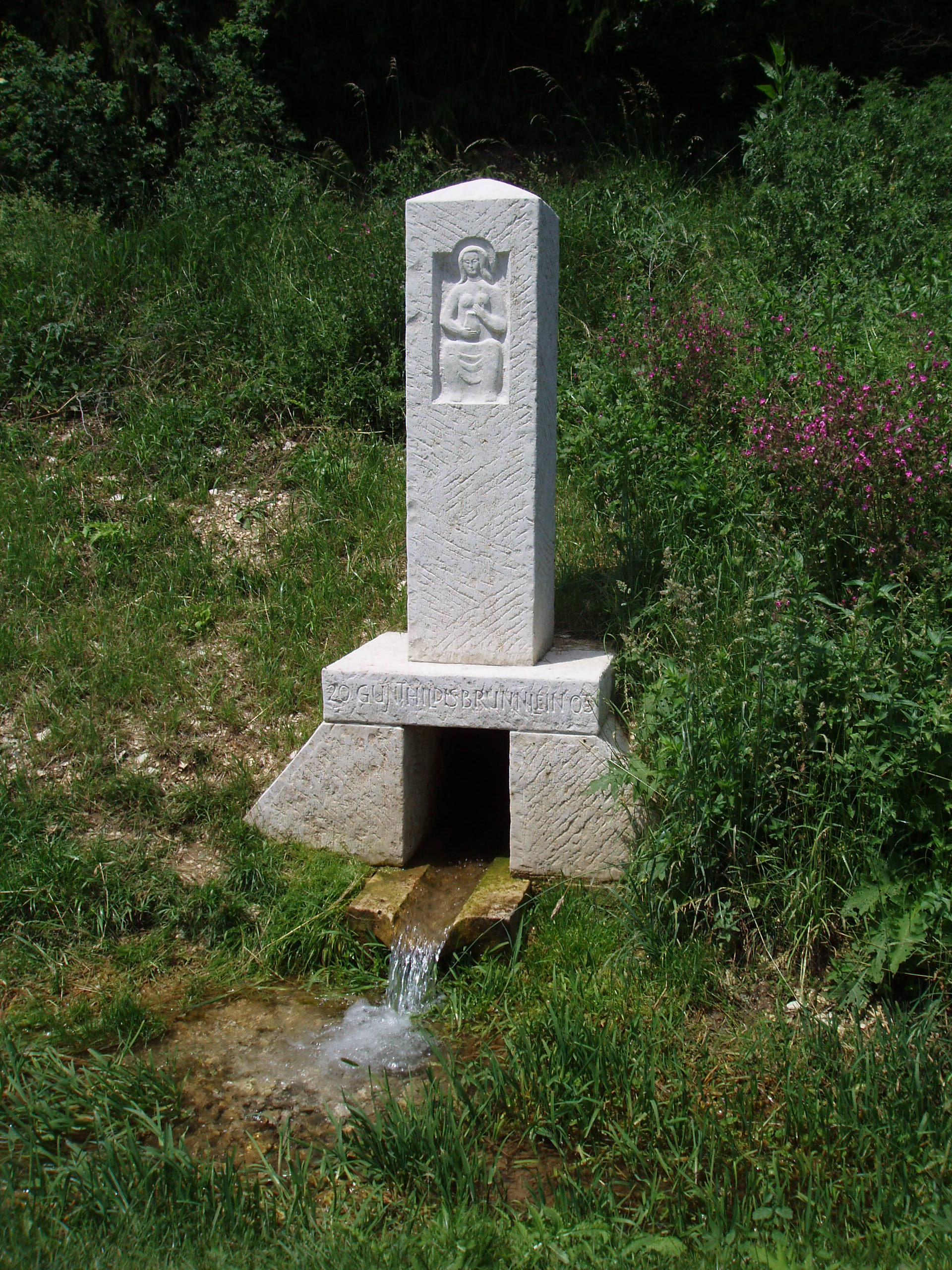
Die Gunthildis-Quelle bei Suffersheim

Gunthildis aus Suffersheim diente als Viehmagd und führte unter ihren ländlichen Arbeiten ein sehr heiliges Leben. Darum bleibt sie für alle Mägde auf dem Lande fortwährend ein Vorbild. Allen Tugenden ergeben, zeichnete sie sich ganz besonders durch Mitleid und Barmherzigkeit aus. Ihre größte Freude war, den Armen Almosen zu geben. Durch ihr Gebet erwirkte sie von Gott, dass er zwei kristallreine Quellen aus der Erde hervorbrechen ließ und zwar die eine aus einem Felsenstein. Bei dieser letzteren erlangte ein Aussätziger vollkommenen Heilung. Zu diesen Quellen trieb Gunthildis auch das Vieh ihrer Herrschaft. Dasselbe gedieh dabei so vortrefflich, dass die Kühe außerordentlich viel Milch gaben. Von diesem reichlichen Segen teilte Gunthildis auch reichlich den Armen mit.
Als sie einst die vom eigenen Munde ersparte Milch armen Leuten zutragen wollte, begegnete ihr der Dienstherr. Ganz erzürnt fragte er sie, was sie da forttrage. Sie entgegnete ihm, es sei nur Lauge. Und der Dienstherr sah, als er das Gefäß öffnete, auch nur Lauge. In diesem Dienste harrte die fromme Magd aus, bis an das Ende ihres Lebens. Sie starb, reich an Gnaden und an Tugenden, eines seligen Todes. Man lud die Leiche der allgemein als Heilige verehrten Magd auf einen Wagen und spannte zwei ungezähmte Ochsen an denselben. Diese zogen die Leiche ganz gelassen bis Suffersheim. Hier blieben sie stehen. Dies wurde nun als der Ort ihres Begräbnisses erkannt und ihr Leichnam wurde dort zur Erde bestattet. Bald darauf geschahen an ihrem Grabe viele Wunder. Infolgedessen wurde über diesem Grabe eine Kapelle erbaut.

## Verehrung
Die katholische Kirche gedenkt am 22. September der Heiligen. Bei bildlichen Darstellungen der Heiligen werden ihr die Attribute Milchkübel, Käselaib und Kuh beigegeben. Sie galt als Patronin der Dienstboten und als Fürbitterin gegen Aussatz und Viehseuchen.
Gunthildis wird insbesondere in Biberbach beim Kloster Plankstetten verehrt. In Dettenheim bei Weißenburg ist sie die Patronin der sogenannten Scheunenkirche.